# François-Séraphin Delpech
Pour les articles homonymes, voir Delpech.
François-Séraphin Delpech, né en 1778 dans le quartier de Chaillot de Paris et mort le 25 avril 1825 dans cette ville, est un critique d'art, dessinateur et lithographe français célèbre pour ses portraits gravés de personnages historiques et contemporains de son temps.

## Biographie
Après une carrière de critique d'art pour Le Mercure sous l'Empire, François Delpech ouvre une boutique de marchand d'estampes située au 3 quai Voltaire à Paris et que le peintre Carle Vernet croqua en 1818.
Il devient à partir de 1819 l'un des premiers portraitistes lithographes français à connaître un gros succès d'édition avec son Album lithographique ou recueil de dessins sur pierre, par des artistes français pour lequel il employa Coupin. Il semble qu'il ait été en relation avec Zéphirin Belliard et Louis Boilly. Son entreprise se rend ensuite célèbre au niveau national par la publication d'un album, Costumes civils et militaires de la monarchie française depuis 1200 jusqu’à 1820, comportant pas moins de 88 lithographies rehaussées à la couleur. On se met alors à la mode du portrait lithographié « à la Delpech ».
Après sa mort des suites d'une affection de poitrine, des recueils paraîtront sous la direction de sa veuve, reprenant ces gravures, dont une Iconographie des contemporains (1832) comportant un choix de 200 portraits qu'il avait initié en 1823.
Son commerce et son art sont repris par sa veuve, née Marie-Marguerite-Brigitte Naudet (vers 1780 - 1851), lithographe, qui finit par ouvrir boutique au 44 rue du Bac, quittant ainsi celle du quai Voltaire.
L’œuvre de Delpech est principalement conservée à la BNF, à la National Portrait Gallery de Londres, au musée des beaux-arts de San Francisco ainsi qu'au musée de la Révolution française.

## Œuvres
- L'avarice, lithographie, 1824, Musée des Beaux-Arts et d'Archéologie Joseph-Déchelette, Roanne

### Quelques portraits lithographiés

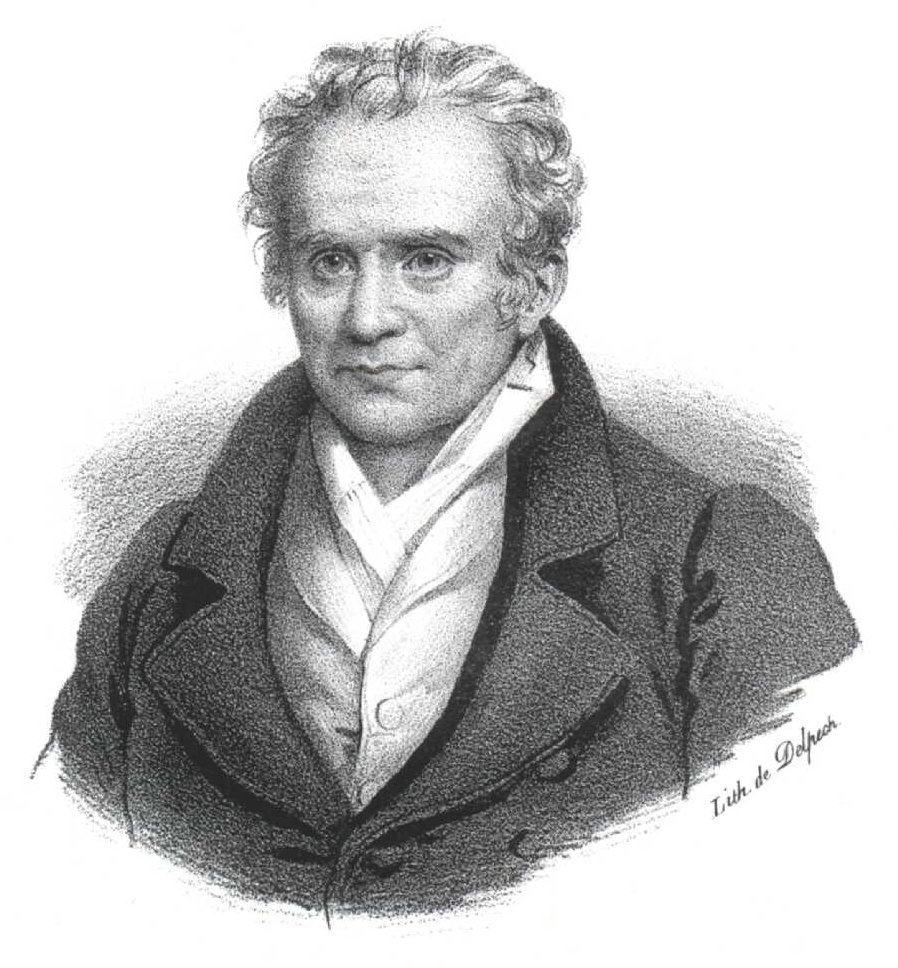
Le géomètre et ministre conventionnel Gaspard Monge
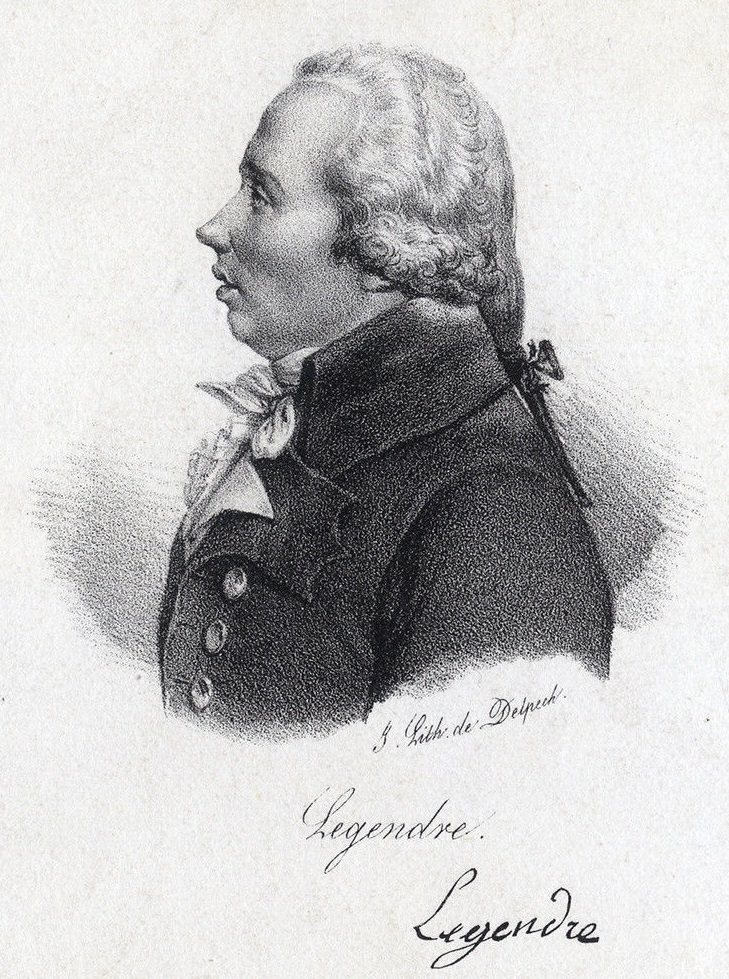
Le député conventionnel Louis Legendre
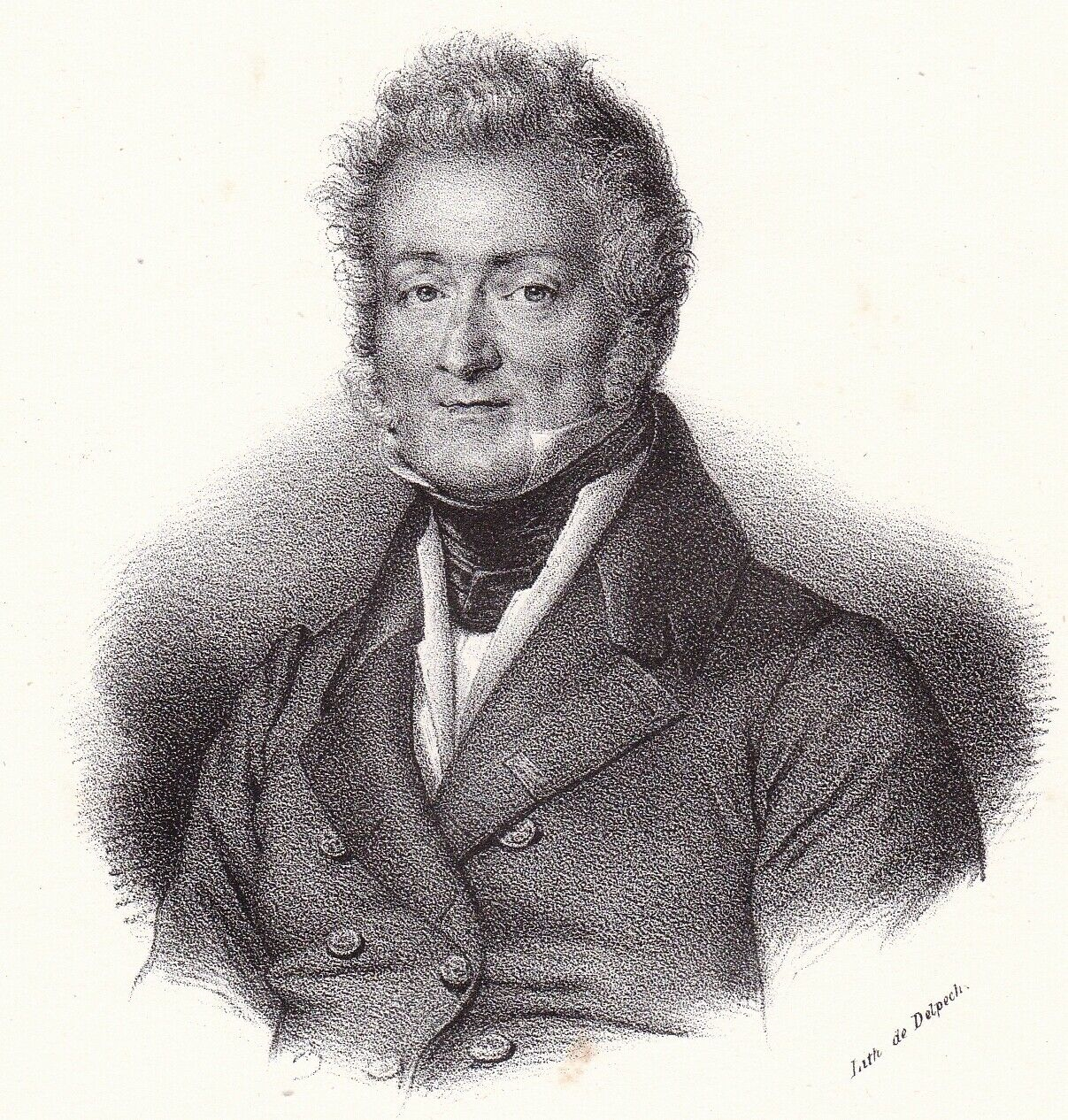
Le compositeur italien Ferdinando Paer
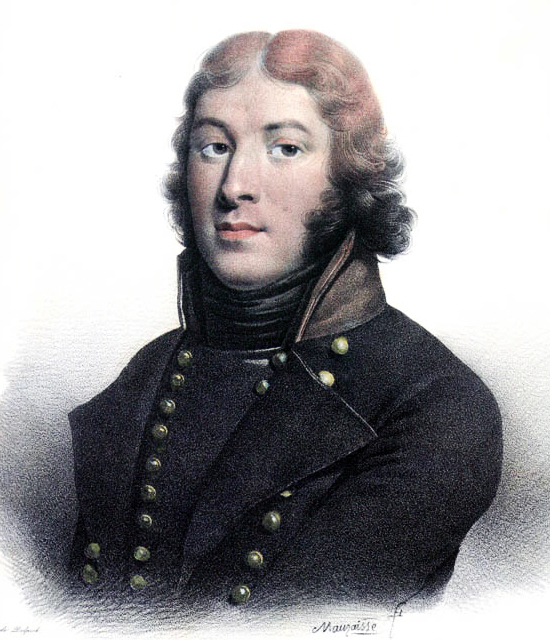
Le général Hoche
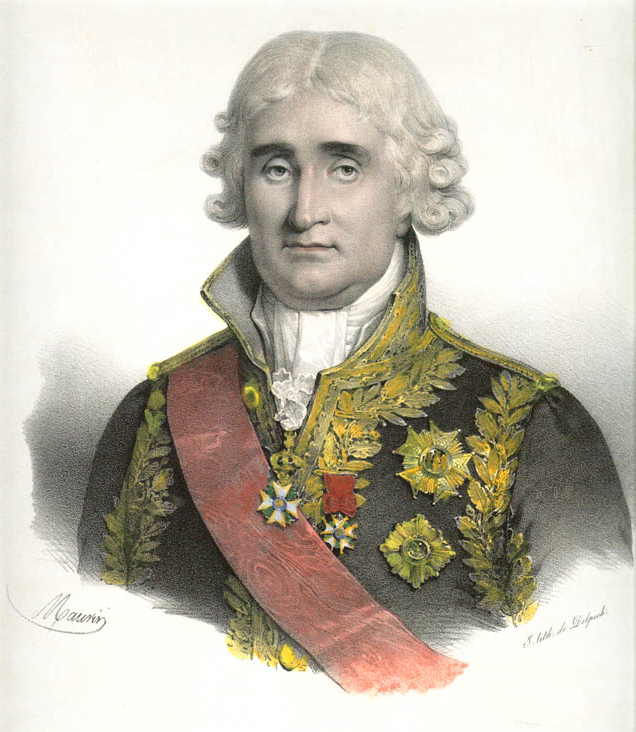
Le consul Cambacérès
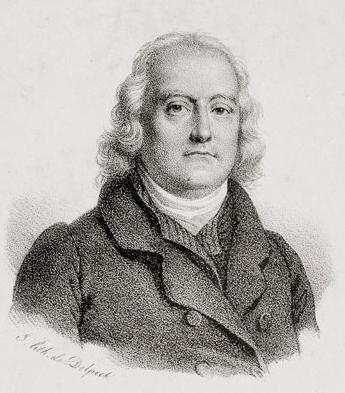
L'écrivain Boissy d'Anglas, rédacteur de la Constitution française
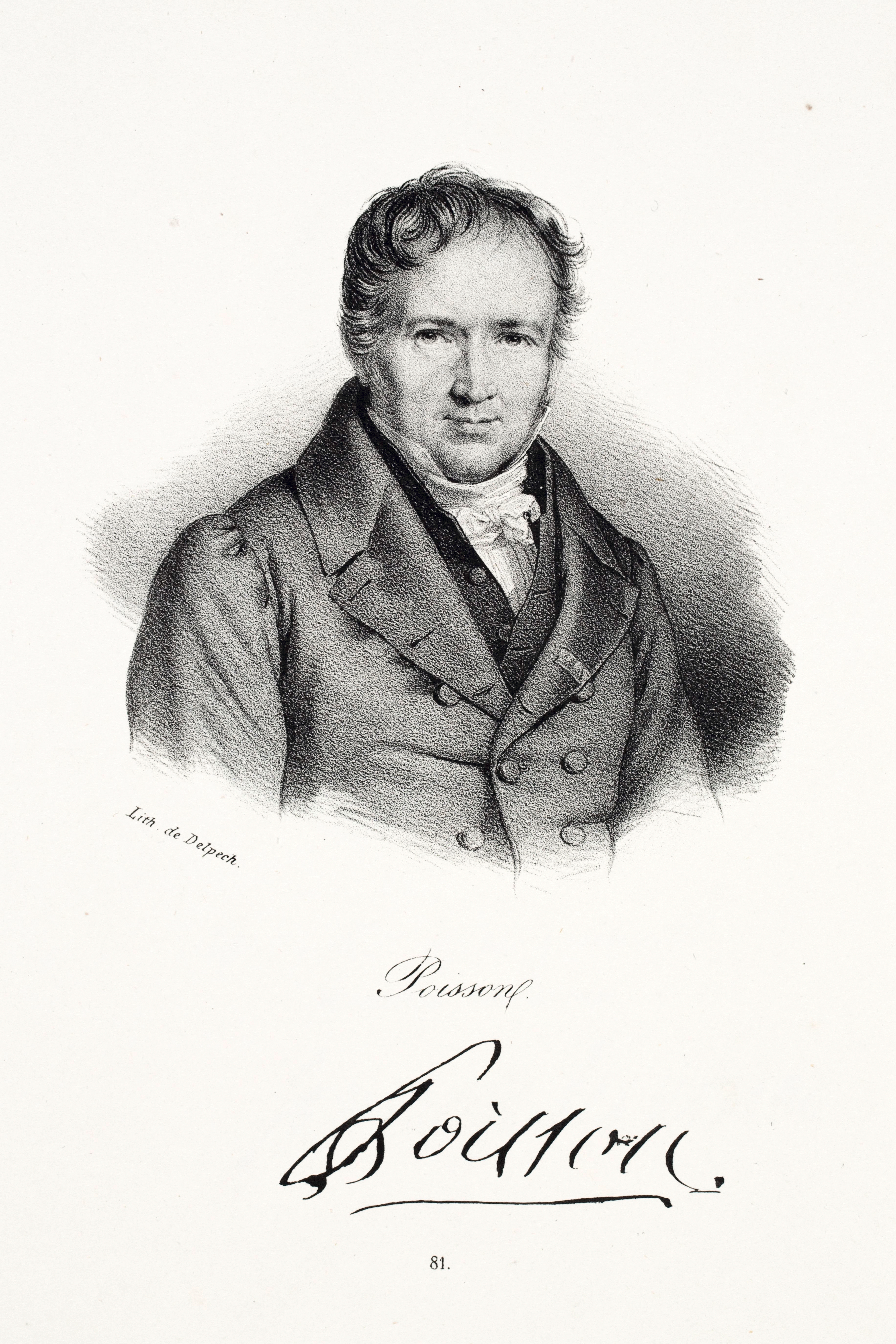
Le mathématicien Siméon Denis Poisson
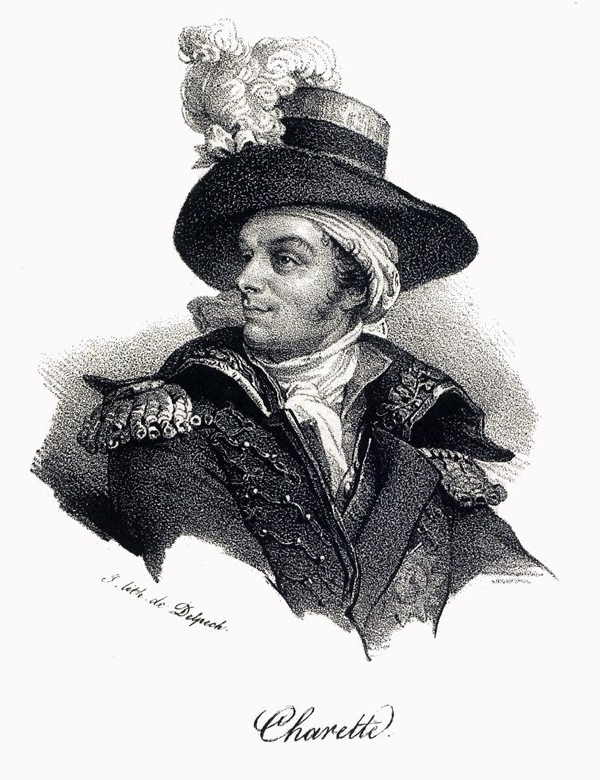
Le général vendéen Charette